# Lunette (architecture)

Une lunette en architecture est une pénétration d'une voûte en berceau dans un autre berceau de hauteur différente.
Elle se forme lorsqu'une corniche est surmontée par un arc en plein cintre.
Cet espace peut être vide, mais c’est souvent peint ou sculpté.
Dans le cas particulier où les deux berceaux sont de même niveau, on parle de voûte d'arêtes.
Baie voûtée, pratiquée dans les côtés ou flancs d'une voûte en berceau, ou d'une voûte en arc-de-cloître.

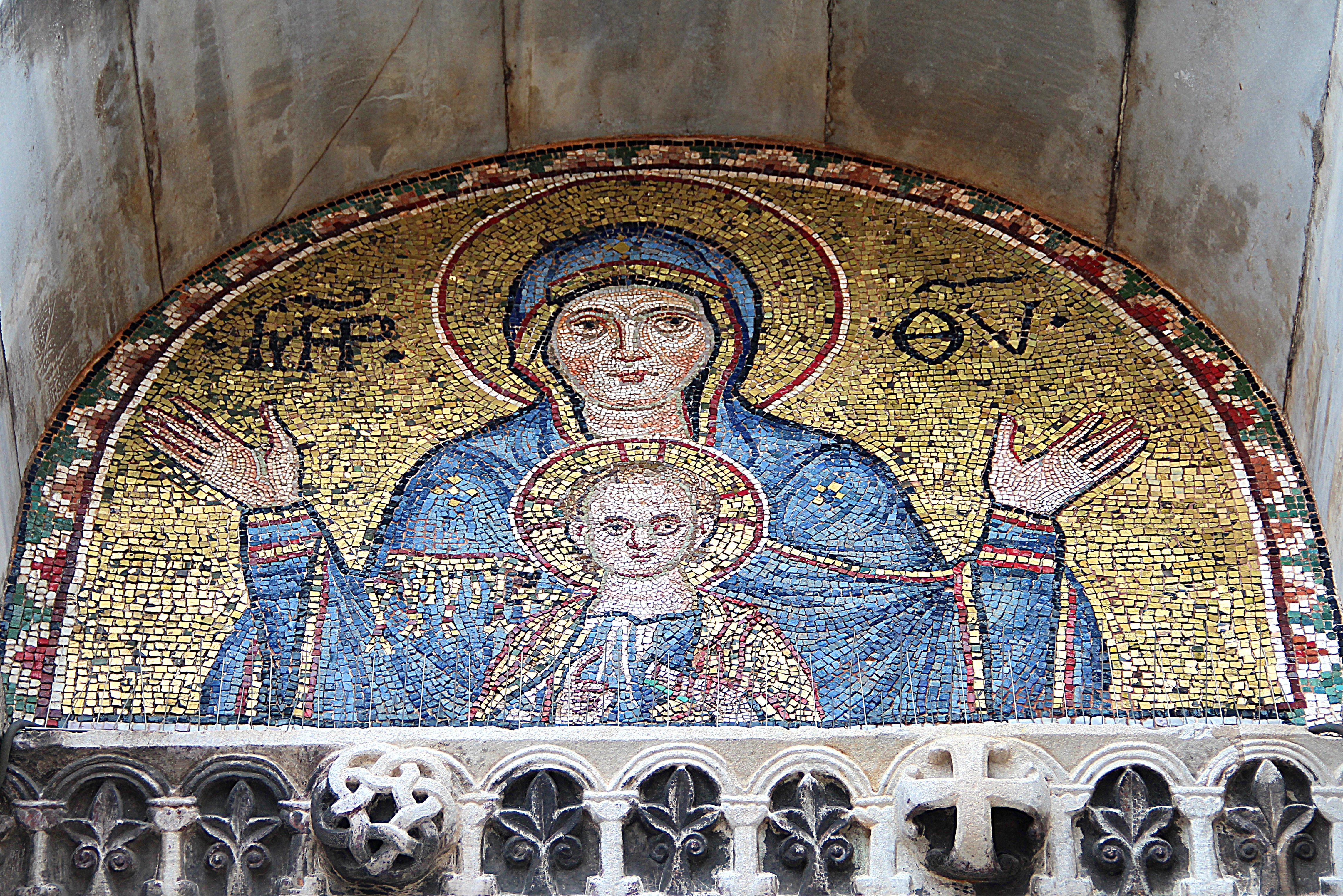
Lunette de la petite niche centrale située au niveau de la galerie méridionale de la basilique Saint-Marc à Venise.
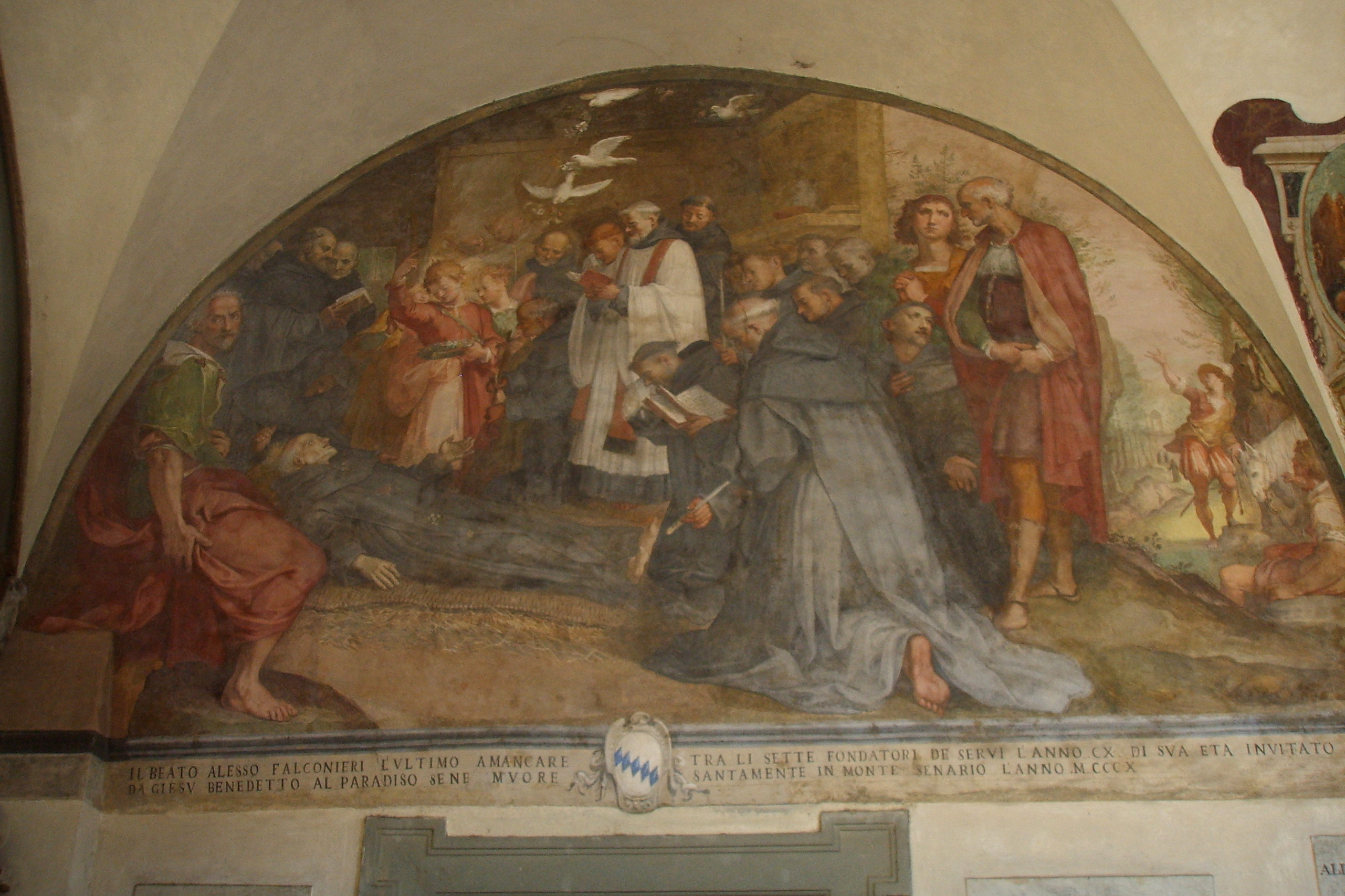
Une lunette décorée à fresque, Bernardino Poccetti, cloître de la basilique de la Santissima Annunziata, Florence.
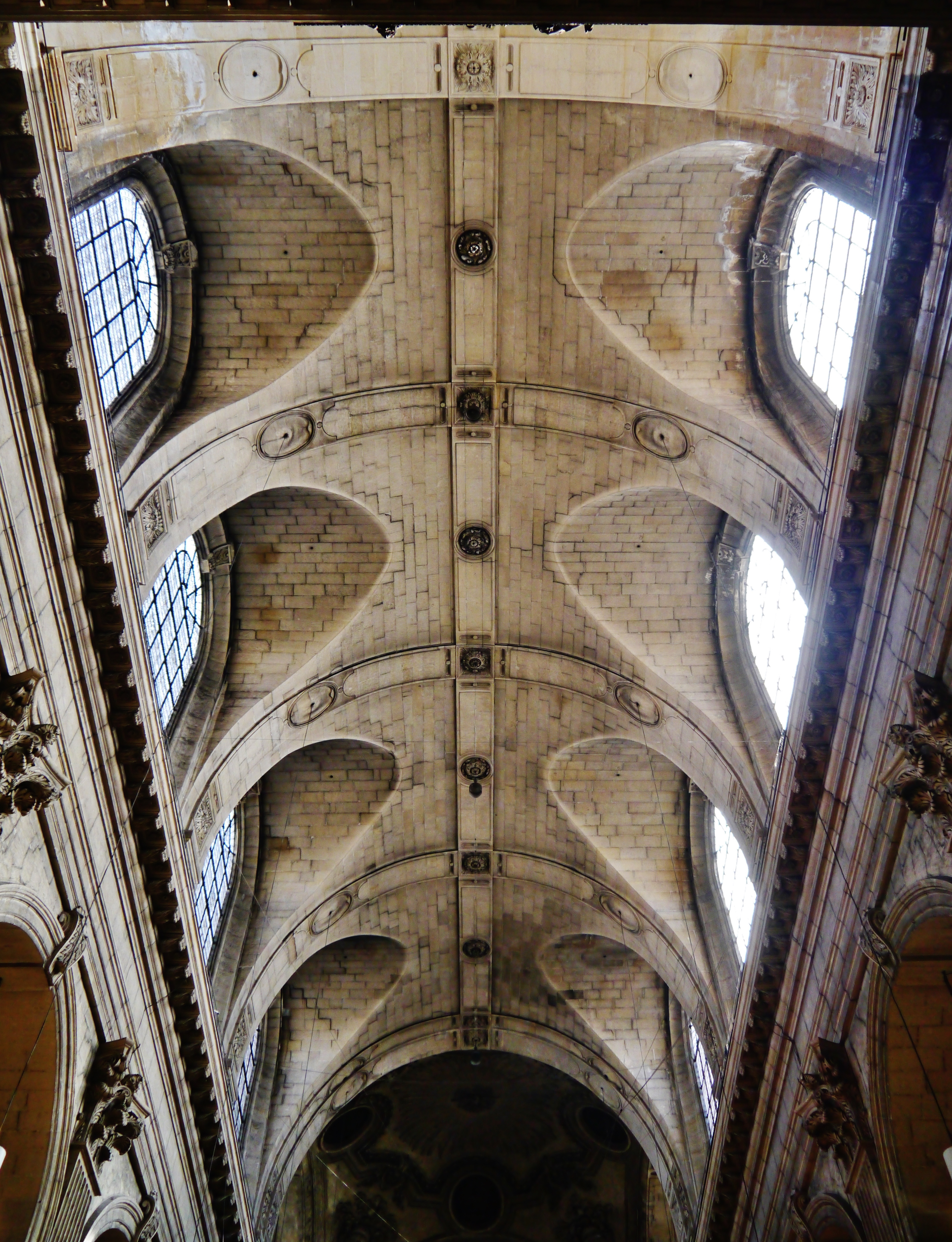
Example de voûte en berceau à lunettes pénétrantes, église Saint-Sulpice de Paris